# Похищение Элизабет Смарт

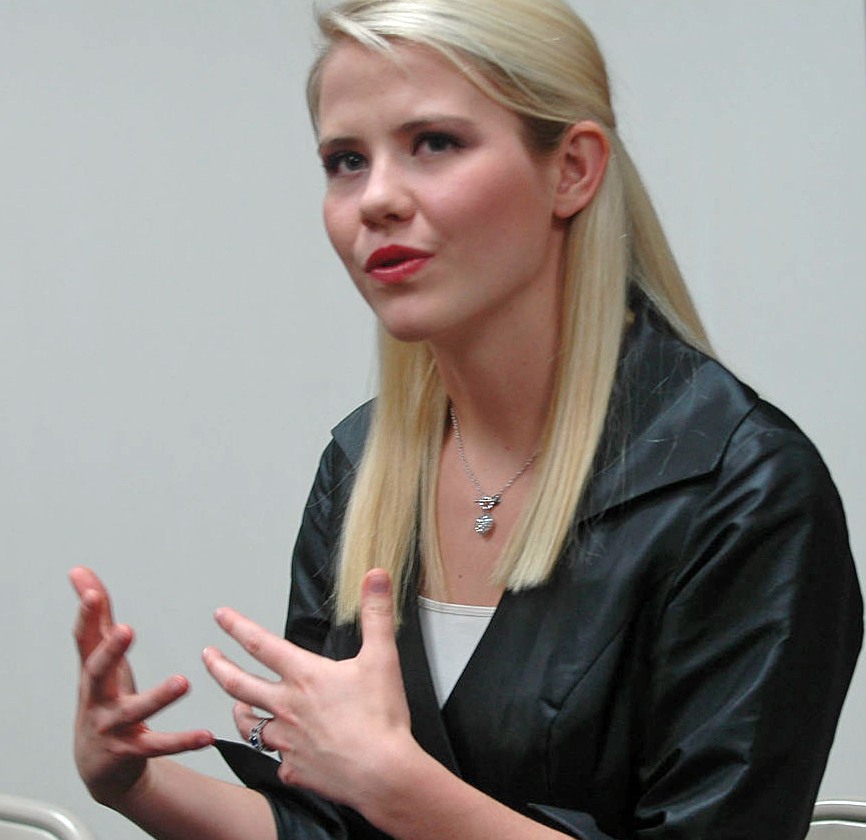
Элизабет Смарт в 2012 году

Похищение Элизабет Энн Смарт (род. 3 ноября 1987 года) произошло 4 июня 2002 года в Федерал-Хайтс, нейборхуде Солт-Лейк-Сити, штат Юта, США. Главным виновником преступления был признан Брайан Дэвид Митчелл. Митчелл и его жена Ванда Барзи держали Смарт в неволе на окраине Солт-Лейк-Сити, а затем в округе Сан-Диего, штат Калифорния. Она находилась у похитителей примерно девять месяцев, её обнаружили в Санди (Юта), примерно в 29 км от её дома.
Митчелл похитил Смарт из дома жертвы, угрожая ей ножом. На момент похищения в доме также была младшая сестра жертвы Мэри Кэтрин, которая притворилась спящей. Митчелл, который называл себя религиозным проповедником, держал Смарт в лагере в лесу вместе с Барзи, там он неоднократно насиловал её. После похищения преступники неоднократно появлялись со своей жертвой на публике по разным поводам. Смарт была одета исключительно в белое, её никто не мог узнать.
После освобождения Смарт стала общественной активисткой, выступает за защиту пропавших без вести и жертв сексуального насилия. В 2010 году Барзи была приговорена к 15 годам лишения свободы в федеральной тюрьме за участие в похищении, однако 19 сентября 2018 года она была освобождена досрочно. Касательно Митчелла стоял вопрос о его способности осознавать свои действия. В 2010 году он был признан вменяемым, хотя судебные психологи диагностировали у него диссоциальное и нарциссическое расстройство личности. В 2011 году Митчелл был приговорён к пожизненному заключению.

## Личности похитителей
Брайан Дэвид Митчелл родился 18 октября 1953 года в Солт-Лейк-Сити, штат Юта, в семье мормонов, он был третьим из шести детей. Его мать работала учительницей, а отец — социальным работником. В целях полового воспитания отец Митчелла показывал своему сыну-подростку фотографии обнажённых женщин из медицинского журнала. Чтобы воспитать в сыне независимость, он возил Митчелла в незнакомые части Солт-Лейк-Сити и высаживал его, чтобы тот самостоятельно находил дорогу домой.
В 16 лет Митчелл обнажился перед ребёнком, за что был отправлен в воспитательную колонию. В 19 лет он женился на 16-летней Карен Минор и стал отцом двоих детей. После развода Минор получила право опеки над обоими детьми, несмотря на это Митчелл увёз детей в Нью-Гэмпшир. Он прожил в Нью-Гэмпшире два года, где вступил в общину Харе Кришна. Митчелл злоупотреблял наркотиками и алкоголем; по возвращении Брайана в Солт-Лейк-Сити при помощи брата, миссионера СПД, ему удалось бросить пить. В Солт-Лейк-Сити у Митчелла появилось ещё двое детей от второй жены Дебби, у которой было трое детей от предыдущего брака. Дебби утверждала, что супруг оскорблял её, и они развелись в 1984 году. После развода Дебби утверждала, что Митчелл изнасиловал их трёхлетнего сына. Это заявление не могли подтвердить медицинским путём, но последующие встречи Митчелла с детьми должны были проходить под надзором Отдела службы по защите детей и семьи. Одна из дочерей Дебби от предыдущего брака позже заявила, что Митчелл подвергал её сексуальному насилию в течение четырёх лет.
После развода с Дебби Митчелл в тот же день женился на Ванде Элейн Барзи (родилась 6 ноября 1945 года в Солт-Лейк-Сити), на тот момент ей было сорок лет и у неё было шестеро детей от предыдущих браков. У Барзи были сложные отношения с детьми; одна из её дочерей позже назвала мать «чудовищем». Она также утверждала, что однажды, когда она была маленькой, Ванда скормила ей на ужин домашнего кролика. Вместе Митчелл и Барзи активно участвовали в деятельности Церкви СПД. В конце концов, Митчелл стал называть себя «Иммануил», утверждал, что является божьим пророком и у него случались пророческие видения. За это он был отлучён от церкви. Барзи стала носить имя «Хефзиба», супруги попрошайничали и проповедовали в центре Солт-Лейк-Сити. Митчелл одевался в белые одежды и туники, а также отращивал бороду.

## Похищение
В ночь на 5 июня 2002 года Митчелл ворвался в дом Эдварда и Лоис Смарт в нейборхуде Федерал-Хайтс, Солт-Лейк-Сити, где супруги жили со своими шестью детьми. Он похитил 14-летнюю Элизабет из спальни, которую она делила со своей девятилетней сестрой Мэри Кэтрин. Сестра проснулась, но притворилась спящей и позже сообщила следствию ряд фактов.
По словам очевидицы, похитителем был белый мужчина ростом с её брата Чарльза (172 см), около 30—40 лет, одетый в светлую одежду и шляпу для гольфа. На самом деле он был одет в чёрное, у него не было шляпы для гольфа, ему было 48 лет. У него были тёмные волосы, а также волосатые руки и тыльные стороны ладоней. Этот человек угрожал Элизабет ножом (Мэри Кэтрин показалось, что это был пистолет). Когда Элизабет вскрикнула, ударившись ногой о стул, Митчелл сказал что-то вроде: «Тебе лучше помолчать, и я не причиню тебе вреда». Мэри Кэтрин слышала, как Элизабет спросила: «Зачем вы это делаете?» Мэри Кэтрин чётко не расслышала ответа, но предположила, что он сказал слово «выкуп». Митчелл говорил тихо, даже вежливо, вёл себя спокойно и был красиво одет. Хотя Митчелл разговаривал с Элизабет тихо, Мэри Кэтрин его голос показался знакомым, но она не могла определить, где и когда она его слышала. Она так и не разглядела лицо Митчелла. В ходе расследования этот факт держался в секрете.
Когда Мэри Кэтрин подумала, что Элизабет и похититель ушли, она попыталась пройти в спальню своих родителей, но её едва не заметили Митчелл и Элизабет, которые находились рядом со спальней братьев жертвы. Она прокралась обратно в свою кровать, где пряталась неопределённое время — возможно, более двух часов. Немногим ранее 4 часов утра Мэри Кэтрин разбудила родителей и рассказала им о том, что произошло. Сначала родители не поверили ей, подумали, что ей всё приснилось, пока не обнаружили оконную сетку, разрезанное резаком.

## Поиски и расследование
6 июня 2002 года Эдвард и Лоис Смарты выступили на телевидении и обратились к похитителям с просьбой вернуть их дочь. Поисковый центр Лауры организовал масштабные поиски, в них ежедневно участвовало до 2000 добровольцев, кинологи, также велись осмотры местности с воздуха.
Показания Мэри Кэтрин мало помогли следствию, на месте происшествия было обнаружено мало полезных доказательств, таких как отпечатки пальцев или образцы ДНК. Ищейкам также не удавалось взять след. Полиция допросила сотни потенциальных подозреваемых, в том числе 26-летнего мужчину, которого позже вычеркнули из круга подозреваемых. В ходе расследования удалось вернуть нескольких преступников в тюрьму (не причастных к делу Смарт), но Элизабет так и не нашли.
В начале расследования полиция Солт-Лейк-Сити заподозрила некоего Ричарда Риччи. Риччи был разнорабочим, злоупотреблял наркотиками и работал на семью Смарт. У него было криминальное прошлое, он отбывал тюремный срок за нарушение правил условно-досрочного освобождения. Риччи умер от внутримозгового кровоизлияния в августе 2002 года. Семья Смарт продолжала держать имя Элизабет на слуху, например, предоставляла СМИ домашнее видео с ней и создала сайт о её похищении.

## Жизнь в неволе
После похищения Митчелл увёз Смарт в лес в лагерь недалеко от Солт-Лейк-Сити, там её встретила Ванда Барзи. Согласно показаниям Смарт, Барзи начала мыть ей ноги и приказала сменить пижаму на одежду вроде халата. Сначала Смарт отказалась, но Барзи пригрозила, что попросит Митчелла снять её пижаму силой. Смарт надела халат. Митчелл пришёл и провёл церемонию якобы бракосочетания. После этого он начал насиловать Смарт. Митчелл утверждал, что он ангел. Он также говорил Смарт, что он был царём Давидом, который «проявит себя через семь лет, толпа забросает его камнями, он будет лежать мёртвым на улице в течение трёх дней, а затем восстанет и убьёт антихриста». Смарт, по его словам, была первой из многих девственных невест, которых он планировал похитить, каждая из которых будет сопровождать его в битве с антихристом.
Чтобы не дать Смарт сбежать, её привязали к дереву металлическим кабелем, она могла выйти из своей палатки, насколько позволяла длина кабеля. В ходе содержания в неволе ей пришлось взять новое имя, и она выбрала имя Эстер в честь персонажа (Есфирь) из Ветхого Завета (Митчелл также называл её Шеарьяшуб). Позже в ходе суда было установлено, что Митчелл неоднократно насиловал Смарт, иногда несколько раз в день, заставлял её смотреть порнографические журналы и регулярно угрожал расправой. Он часто заставлял её пить спиртное и принимать наркотики, чтобы она меньше сопротивлялась, также он морил её голодом и кормил отходами. Жестокому обращению со Смарт способствовала помощь Барзи, которую Смарт позже назвала «самой злой женщиной», которую она когда-либо встречала.

### Появления на публике
Смарт много раз появлялась в общественных местах вместе с Митчеллом и Барзи, но её тяжело было узнать, так как она была в платке или вуали. В августе 2002 года, примерно через два месяца после похищения, Митчелл решил покинуть Солт-Лейк-Сити с Барзи и Смарт, возможно, переехать в Бостон или Нью-Йорк. Чтобы изучить возможные места для переезда, Митчелл и Барзи вместе со Смарт отправились в публичную библиотеку Солт-Лейк-Сити. Там они привлекли внимание одного из посетителей библиотеки своим необычным стилем одежды; все были одеты в длинные мантии с вуалью, которая закрывала большую часть их лиц. Посетитель решил позвонить в полицию, внимательно посмотрев в глаза Смарт. Детектив полиции прибыл в библиотеку и встретился с Митчеллом, Барзи и Смарт. Митчелл утверждал, что Смарт — его дочь по имени Августин Маршалл, и они не могли снять свою вуаль и одежду по религиозным мотивам. Ни Барзи, ни Смарт не разговаривали с детективом, а Митчелл заявил, что их религия запрещает женщинам говорить в общественных местах. Позже Смарт сказала, что Барзи дала ей знак не двигаться и держала за ноги под столом. Позже Смарт вспоминала этот инцидент:
Я чувствовала, что надежда выходит за дверь. Я злилась на себя, что ничего не сказала, злилась на себя за то, что не воспользовалась шансом. Так близко. Я чувствовала себя ужасно, что детектив не проявил настойчивость. Он просто ушёл.
Смарт также бывала в продуктовых магазинах и ресторане, но её никто не узнал. Осенью 2002 года она пошла на вечеринку с Митчеллом и Барзи, там её сфотографировали в вуали и халате с Митчеллом и другим гостем вечеринки.

### Переезд в Сан-Диего
В сентябре 2002 года Митчелл и Барзи вместе со Смарт покинули Солт-Лейк-Сити и переехали в округ Сан-Диего, штат Калифорния, где они держали Смарт в лагере на пересохшем русле ручья в Лейксайде. Митчелл и Барзи несколько раз переезжали со Смарт в разные лагеря в округе Сан-Диего, часто делая это посреди ночи. 12 февраля 2003 года полиция задержала Митчелла в Эль-Кахоне за проникновение в церковь, он провёл несколько дней под арестом.

## Освобождение
В октябре 2002 года сестра Смарт Мэри Кэтрин внезапно поняла, откуда она знала голос Митчелла. Он выдавал себя за безработного по имени Иммануил, которого семья наняла на день, чтобы он поработал на крыше и разгрёб листья.
Полиция отнеслась к этому заявлению скептически из-за того, что «Иммануил» недолго проработал на семью, с момента похищения прошло много времени, а Мэри Кэтрин слышала голос похитителя весьма недолго. Однако семья попросила художника-зарисовщика нарисовать лицо «Иммануила» по их описаниям, и в феврале этот рисунок был опубликован в СМИ, а также его показали на Шоу Ларри Кинга и America’s Most Wanted. Рисунок увидели родственники Митчелла, которые и предоставили полиции его фотографии.
12 марта 2003 года две разные пары, которые видели фотографии Митчелла в новостях, сообщили, что видели его с женщиной и девочкой в Санди, штат Юта. Той женщиной была Ванда Барзи, а девочкой — Элизабет Смарт, она была в сером парике, солнечных очках и вуали. Обе пары доложили в полицейское управление Санди, которое немедленно отправило туда полицейских. Офицеры узнали Смарт во время допроса, они изъяли её и арестовали Митчелла с Барзи.

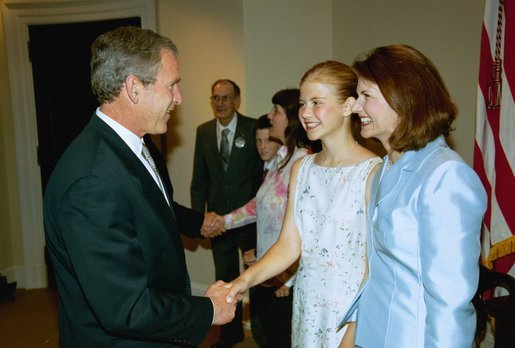
Элизабет Смарт вместе с матерью Лоис и президентом Дж. Бушем на подписании Закона PROTECT (2003)

Через месяц после освобождения Элизабет Смарт штат Юта заменил существовавшую тогда систему Rachael Alert на общенациональную систему оповещения о похищении детей AMBER Alert, это сделали в рамках общенациональных законодательных изменений. Хотя Rachael Alert и была отменена, эта система работала успешно за два года с момента введения.

«Сегодня по Элизабет была запущена AMBER Alert, в то время как она попросила видеозапись [оповещения] в моём офисе. После просмотра оповещения Элизабет спросила, почему закон не принят, когда он спасает жизни стольких детей… Я не мог дать ей ответ».
— Раздел открытого письма, направленного Эдвардом, Лоис и Элизабет Смарт в Палату представителей США, 18 марта 2003 года

## Судебный процесс

### Оценка вменяемости
Суд потребовал, чтобы эксперты оценили степень вменяемости Митчелла. Мотивацией этому стали его утверждения, якобы он является религиозным пророком. В ожидании экспертизы Митчелла определили в больницу штата Юта. Защита наняла психолога доктора Стивена Голдинга. Он провёл различие между ревностной верой и манией и пришёл к выводу, что убеждения Митчелла выходят за пределы фанатизма и фактически являются маниакальными. По мнению Голдинга, Митчелл не мог предстать перед судом из-за своей невменяемости. В 2004 году суд, однако, не согласился с мнением Голдинга и признал Митчелла вменяемым. Впоследствии между защитой и обвинением начались переговоры о признании вины. Подсудимый был готов признать себя виновным в похищении человека и краже со взломом, как следствие — понести наказание в виде лишения свободы на срок от 10 до 15 лет. Условием защиты был отказ Смарт от дачи показаний. Прокурор отказался снять с Митчелла обвинения в сексуальном насилии, и соглашение так и не было достигнуто.
По состоянию на 15 октября 2004 года, переговоры о признании вины всё ещё не увенчались соглашением. Защита подала апелляцию уже 21 октября, прося обвинение пересмотреть свою позицию с точки зрения того, что они предлагали Митчеллу. До этого момента защита не указывала на снижение вменяемости как фактор, способствующий ухудшению переговоров о признании вины; они указали, что отсутствие соглашения — результат единоличного решения их клиента. Впоследствии апелляция была отклонена. Доктор Дженнифер Ским, психолог, который изначально заявила, что Митчелл был вменяемым, в феврале 2005 года по запросу защиты провела повторную экспертизу Митчелла. После этой экспертизы адвокат Митчелла Хайди Бучи подала краткое заявление о том, что Митчелл не может предстать перед судом. Впоследствии Митчелл стал нарушать порядок в судебном заседании, в то время как тюремный персонал не заметил никаких изменений в его поведении и мыслительном процессе. В конечном итоге судья Джуди Атертон согласилась с защитой, заявив, что в поведении Митчелла наявны признаки психоза. Подсудимый повторно поступил в больницу штата Юта 11 августа 2005 года и оставался там до 2008 года.
В феврале 2006 года на рассмотрение законодательного собрания штата Юта был внесен законопроект, разрешающий прокурорам применять принудительное лечение обвиняемых, чтобы восстановить их вменяемость. Разрешение на принудительное лечение Ванды Барзи также было запрошено на основании решения Верховного суда США по делу Селл против Соединённых Штатов (2003). Данный прецедент разрешал принудительное лечение, когда у государства есть весомый интерес в восстановлении дееспособности человека, а лечение не будет причинять вред человеку и мешать ему защищать себя. В июне 2006 года судья штата Юта одобрил принудительное лечение Барзи, чтобы она могла предстать перед судом.
18 декабря 2006 года Митчелл снова был признан неподлежащим привлечению к уголовной ответственности в судах штата Юта. Во время слушания он кричал на судью, чтобы тот «сбросил эти мантии и преклонил колени». Доктора пытались лечить Митчелла без применения медикаментов, но прокурор Кент Морган после заседания сказал, что, скорее всего, будет сделан запрос на принудительное введение медикаментов. 12 декабря 2008 года защита заявила, что штат Юта не может по закону подвергнуть Митчелла принудительному лечению, чтобы попытаться восстановить его вменяемость. Также утверждалось, что это «не нужно и излишне сурово», и, следовательно, такое продление судебного разбирательства является нарушением конституции штата Юта.
10 октября 2008 года дело в конечном итоге было передано в Федеральный суд. Вопрос вменяемости оказался ключевым, и суд на нескольких заседаниях (1 октября и с 30 ноября по 11 декабря 2009 года) заслушал аргументы сторон касательно вменяемости Митчелла. Во время октябрьского заседания Митчелл начал петь религиозные гимны. Во время одного из этих слушаний Смарт описала Митчелла следующими словами: «умный, красноречивый, злой, безнравственный, манипулятивный, подлый, хитрый, эгоистичный, жадный, не духовный, не религиозный, не близкий к Богу».
На слушании были представлены экспертные заключения докторов Ноэла Гарднера, Майкла Велнера и Ричарда Демье. Доктор Гарднер утверждал, что, по его мнению, Митчелл полностью осознавал свои действия и пытался обмануть суд. Доктор Велнер, ещё один эксперт по делу, просмотрел 210 источников и 57 отдельных интервью Митчелла, его жены Ванды Барзи, его семьи и Элизабет Смарт. Суд приобщил к делу 206-страничный отчёт доктора Велнера. Велнер полагал, что Митчелл мог предстать перед судом, и поставил ему диагноз неисключительная педофилия, диссоциальное расстройство личности, нарциссическое расстройство личности, алкоголизм, а также выявил в его поведении симуляцию. Велнер считал, что Митчелл сильно манипулировал и использовал свою религиозную экспрессию как способ убедить людей не обращать внимания на его высокую социальную функциональность и заставить считать себя невменяемым. Эксперты защиты, включая доктора Демье, клинического психолога, не оспаривали эти диагнозы. Они утверждали, что у Митчелла было одномоментное стойкое бредовое расстройство и что Митчелл был в состоянии невменяемости во время преступления, и это сильно повлияло на его суждение. 1 марта 2010 года Митчелл был признан подлежащим привлечению к уголовной ответственности.

### Обвинение и вынесение приговора
Ванда Барзи в конце концов признала себя виновной и получила приговор по 15 лет лишения свободы в федеральной тюрьме и тюрьме штата. В свою очередь, из-за задержек в оценке вменяемости Митчелла потребовалось почти восемь лет, чтобы он всё-таки предстал перед судом.
Суд над Митчеллом начался 8 ноября 2010 года. Защита признала, что Митчелл действительно несёт ответственность за преступления, но утверждала, что он был невменяемым в момент совершения преступления и, следовательно, должен быть признан невиновным по причине безумия. Утверждение защиты Митчелла о невменяемости было отклонено 11 декабря 2010 года, когда присяжные признали его виновным в похищении и перемещении несовершеннолетнего через границу штата с намерением вступить в половую связь. Окружной судья США Дейл Кимбалл приговорил Митчелла к пожизненному заключению без возможности условно-досрочного освобождения. В настоящее время Митчелл отбывает наказание в федеральной тюрьме строгого режима в Терре-Хот, штат Индиана.
В 2016 году Барзи была освобождена из-под федерального тюремного заключения. Её перевели из тюрьмы Форт-Уэрта, штат Техас, в тюрьму штата Юта в Дрейпере. Там она начала отбывать наказание на уровне штата. Она была освобождена 19 сентября 2018 года, вопреки протесту Смарт. Ей был назначен пятилетний испытательный срок. Она стоит на учёте штата Юта как лицо, совершившее преступление на сексуальной почве. 31 декабря 2018 года, через три месяца после освобождения, в СМИ появилась информация, что Барзи живёт недалеко от начальной школы Солт-Лейк-Сити. В Юте нет ограничений, насколько близко она может жить к школе, однако законодательство штата запрещает ей находиться на территории школы.

## СМИ

### Телевидение
В октябре 2003 года Элизабет Смарт и её родители дали интервью для специального журнала новостей Dateline NBC. Интервью у Смарт взяла Кэти Курик из телепередачи Today, это было первое интервью Элизабет в СМИ. Курик расспросила родителей Элизабет об их переживаниях, когда Элизабет пропала без вести, в том числе о личном мнении Смартов относительно похитителей Элизабет. Затем Курик спросила Элизабет о школе и её жизни после похищения.
Вскоре после интервью Dateline Элизабет Смарт и её семья приняли участие в Шоу Опры Уинфри, где Уинфри расспрашивала Смарт о похищении.
В июле 2006 года юридический обозреватель и телеведущая Нэнси Грэйс взяла интервью у Элизабет Смарт, якобы для того, чтобы поговорить про законопроекты об учёте лиц, совершивших сексуальные преступления. Однако она неоднократно просила Смарт рассказать о её истории. В ответ на вопрос Элизабет сказала Грэйс: «Я здесь вообще-то, чтобы поддержать законопроект, а не вдаваться в подробности того, что, знаете ли, со мной произошло». Грэйс настойчиво пыталась спросить Элизабет, каково это смотреть из никаба, который её заставили носить похитители. Элизабет заявила: «Я определённо не собираюсь говорить об этом сейчас … и, честно говоря, мне совершенно не нравится, что вы поднимаете всё это». Грэйс не стала допрашивать её о похищении.

### Книги
Семья Смарт опубликовала книгу «Возвращение Элизабет домой» (англ. Bringing Elizabeth Home). Дядя Элизабет Том Смарт в соавторстве с журналистом Deseret News Ли Бенсоном написал книгу «Все на виду: поразительная правда, стоящая за расследованием Элизабет Смарт» (англ. In Plain Sight: The Startling Truth Behind the Elizabeth Smart Investigation). Они раскритиковали расследование полицейского управления Солт-Лейк-Сити, а также отметили позитивное влияние СМИ, которое ускорило освобождение Элизабет.

### Фильмы
В 2003 году режиссёр Бобби Рот снял фильм по мотивам событий похищения под названием «История Элизабет Смарт», сюжет был основан на книге «Возвращение Элизабет домой». Роль Элизабет Смарт сыграла Эмбер Маршалл. В 2004 году фильм был номинирован в трёх номинациях премии «Молодой актёр». Впервые фильм вышел в эфир на канале CBS 9 ноября 2003 года, через восемь месяцев после того, как была найдена Элизабет.
В 2017 году, к 15-летию похищения, Lifetime показала телефильм «Я — Элизабет Смарт», снятый и спродюсированный самой Смарт. В фильме рассказывается история её похищения с её собственной точки зрения. В фильме в роли Элизабет Смарт снялась Алана Боден, а также Скит Ульрих и Дирдри Лавджой в роли похитителей. В 2017 году также вышел в эфир двухчасовой телефильм «Элизабет Смарт: автобиография».